# Chapter Five: Do Your Job
"Chapter Five: Do Your Job" es el quinto episodio de la primera temporada de la serie de televisión criminal de comedia negra estadounidense Barry. El episodio fue escrito por el coproductor Ben Smith y dirigido por Hiro Murai. Se transmitió por primera vez en HBO en Estados Unidos el 22 de abril de 2018.
La serie sigue a Barry Berkman, un sicario de Cleveland que viaja a Los Ángeles para matar a alguien, pero se une a una clase de actuación impartida por Gene Cousineau, donde conoce a la aspirante a actriz Sally Reed y comienza a cuestionar su camino en la vida mientras lidia con su asociados criminales como Monroe Fuches y NoHo Hank. En este episodio, Barry se está preparando para participar en el asalto al escondite con Taylor, pero Fuches le ordena matarlo una vez finalizada la misión para evitar cualquier peligro potencial para sus intereses.
De acuerdo con Nielsen Media Research, el episodio fue visto por aproximadamente 0,643 millones de espectadores domésticos y obtuvo una participación de rating de 0,2 entre los adultos de 18 a 49 años. El episodio recibió elogios de la crítica, que elogió las actuaciones, el humor, la dirección de Murai y las secuencias de acción.

## Trama
Taylor (Dale Pavinski) envía mensajes constantemente a Barry (Bill Hader), quien pasa el día en un carnaval con Chris (Chris Marquette) y su familia. En ello, Barry se siente distraído por la vida familiar de Chris, una vez más soñando despierto con una vida con Sally (Sarah Goldberg) y su hijo.
Barry va a la clase de actuación, donde Sally le dice que necesitan tomarse un tiempo libre en su relación. La clase está preparando una representación de Macbeth en una exhibición de Shakespeare y se sorprenden al ver que han sido emparejados como compañeros de escena. Moss (Paula Newsome) regresa a la clase, interrogando a los estudiantes sobre la figura recortada vista desde la cámara del lápiz labial, aunque nadie es capaz de reconocerla, aliviando a Barry. Sin embargo, Moss lo interroga debido a su altura y habla sobre sus antecedentes militares. Barry evade las sospechas proporcionando una coartada, que es verificada por Fuches (Stephen Root), que se hace pasar por un trabajador de una fábrica.
Después de que se le permite irse, Barry se reúne con Fuches, Pazar (Glenn Fleshler) y Hank (Anthony Carrigan). Pazar está enojado con Hank por dejar la cámara del lápiz labial en el auto y huir. Discuten los planes para la redada, y Fuches le ordena a Barry que mate a Taylor una vez que terminen, ya que sabe demasiado sobre sus acciones. Barry no se atreve a matar a un compañero marine por temor a lo que podría conducir a eso, pero Fuches le ordena que lo haga. En la clase de actuación, los estudiantes debaten sobre la moralidad y las acciones de Lord Macbeth y Lady Macbeth, con Barry tomando una posición opuesta a la clase al afirmar que la culpa es de Lady Macbeth y que Lord Macbeth no tiene la culpa, y finalmente arremete contra la clase mientras "mataba gente". La clase asume que se refiere a su experiencia militar, y Gene (Henry Winkler) hace que algunos le digan "gracias por su servicio" a Barry. Angustiado, Barry sale furioso.
En un bar, los estudiantes lamentan el trato que le dieron a Barry. Cuando Sally intenta quitarles la culpa, Natalie (D'Arcy Carden) la critica por dejar su fiesta con Zach. Moss lucha con el caso y más tarde esa noche, visita a Gene en su casa y se besan apasionadamente. Barry y Taylor luego comienzan la redada en el escondite, matando a muchos bolivianos. En un momento, Barry es golpeado, quedando inconsciente y sueña despierto con su hijo en la escuela. Cuando se despierta, ve que Taylor mató a todos y le salvó la vida. Taylor luego comienza a tomar parte del dinero de los bolivianos, mientras Barry se prepara para dispararle mientras está de espaldas. A la mañana siguiente, Barry se encuentra con Fuches en un restaurante, quien está feliz de ver que sobrevivió a la redada. Fuches comienza a calmarlo cuando cree que mató a Taylor, cuando de repente Taylor se une a ellos, revelando que Barry no ha seguido su orden.

## Producción

### Desarrollo
En febrero de 2018, el título del episodio se reveló como "Chapter Five: Do Your Job" y se anunció que el coproductor Ben Smith había escrito el episodio mientras que Hiro Murai lo había dirigido. Este fue el primer crédito de escritura de Smith y el primer crédito de dirección de Murai. 

## Recepción

### Espectadores
El episodio fue visto por 0,643 millones de espectadores, obteniendo un 0,2 en la clasificación demográfica de 18 a 49 años en la escala de clasificación de Nielson. Esto significa que el 0,2 por ciento de todos los hogares con televisores vieron el episodio.Este fue un aumento del 25% con respecto al episodio anterior, que fue visto por 0,511 millones de espectadores con un 0,2 en el grupo demográfico de 18 a 49 años.

### Reseñas críticas
"Chapter Five: Do Your Job" recibió elogios de la crítica. Vikram Murthi de The A.V. Club le dio al episodio una "A-" y escribió: "En su temporada de debut, Barry ha sufrido un poco de falta de concentración. Hader y Berg han introducido muchos elementos que son geniales por sí solos, pero el programa No siempre ha sido exitoso maniobrar entre ellos. Los eventos no fluyen entre sí sino que ocurren secuencialmente, pero 'Chapter Five: Do Your Job' es el mejor episodio de la temporada precisamente porque se centra en el propio Barry y su difícil situación, y casi todas las escenas giran en torno a ese conflicto. No puede escapar del pasado, pero necesita dejarlo ir antes de avanzar hacia el futuro. ¿Por dónde empieza?"
Nick Harley de Den of Geek escribió: "En cinco episodios, Barry está evolucionando hacia algo más oscuro y complejo de lo que los espectadores imaginaron originalmente cuando escucharon el discurso de la serie de Bill Hader. El humor y la moralidad pesada no se han mezclado tan hábilmente desde la primera temporada de Breaking Bad, y será interesante ver qué tan turbias se vuelven las aguas en el resto de la segunda mitad de esta temporada". Charles Bramesco de Vulture le dio al episodio una calificación de 4 estrellas sobre 5 y escribió: "Los anales del entretenimiento en pantalla están llenos de accesorios en negación. 'Chapter Five: Do Your Job' coloca a Barry en un linaje narrativo que se extiende desde Rick Desde Blaine hasta Baby, el conductor, hombres con comportamientos reprensibles que, sin embargo, pueden convencerse de su propia inocencia. Son maestros de la racionalización, estableciendo un código o apegándose a un principio que los exonera de culpabilidad en su propia mente. 

### Reconocimientos
TVLine nombró a Bill Hader como el "Artista de la semana" durante la semana del 28 de abril de 2018, por su actuación en el episodio. El sitio escribió: "Estalló de rabia y Hader, por primera vez, nos mostró las agitadas aguas del autodesprecio debajo de la plácida superficie de Barry. Barry también ejecutó una elaborada misión de matar más adelante en el episodio, y Hader fue convincentemente hábil en el manejo de un rifle de alto poder. Pero esa escena en la clase de actuación es lo que se nos queda grabado. Sabemos que Hader puede provocar risas, pero esta semana también alcanzó nuevas alturas dramáticas".